# Lokrume församling
Lokrume församling var en församling i Visby stift. Församlingen uppgick 2007 i Väskinde församling.
Församlingskyrka var Lokrume kyrka.

## Administrativ historik
Församlingen har medeltida ursprung.
Församlingen utgjorde under medeltiden ett eget pastorat för att därefter till 1 maj 1925 vara annexförsamling i pastoratet Fole och Lokrume. Från 1 maj 1925 var den annexförsamling i pastoratet Väskinde, Bro, Fole och Lokrume som 1962 utökades med Hejnums och Bäls församlingar. År 2007 uppgick denna församling tillsammans med övriga i pastoratet i Väskinde församling.
Församlingskod var 098020.